# اچ‌ام‌ای‌اس استوارت (اف‌اف‌اچ ۱۵۳)
اچ‌ام‌ای‌اس استوارت (اف‌اف‌اچ ۱۵۳) (به انگلیسی: HMAS Stuart (FFH 153)) یک کشتی است که طول آن ۱۱۸ متر (۳۸۷ فوت) می‌باشد. این کشتی در سال ۱۹۹۹ ساخته شد.